# 오자병법
《오자병법》(吳子兵法) 또는 단순히 《오자》(吳子)는 중국 춘추전국시대에 저술했다고 추정되는 병법서로, 무경칠서(武經七書) 중의 하나이다. 

## 특징
도가에 기초한 '속임수' 전술의 《손자병법》과는 달리, 《오자병법》은 유가에 기초한 정공법 전략의 병법서이다. 저자는 오기(吳起) 또는 오기의 문인이 저자로 전해지지만, 확실하지 않다.
오기(기원전 440년~기원전 381년)를 주인공으로 한 이야기 형식으로 쓰였다. 현존하고 있는 《오자병법》은 여섯 편뿐이지만, 한서 예문지(漢書 藝文志)에는 "오자 48편"이라고 나온다. 오자병법에는 부대 편제의 방법, 상황과 지형에 따라 싸우는 방법, 군사의 사기를 올리는 방법, 기병, 전차, 노, 궁의 운용방법 등이 기록되어 있다.
대체로 변칙변술로서 단기전에 효과가 있는 《손자병법》과는 달리 사전 준비를 강조하는 《오자병법》은 주로 중장기전에서 쓰인다. 전략이나 정략을 중시하고 있으며 근대전에서도 응용할 수 있는 보편성 때문에 세계에서 명성을 얻은 《손자병법》 만큼의 인지도를 지니지는 못했으나, 정치·경제·군사 등 여러 분야를 융합하는 사고가 점점 더 중요하게 여기는 21세기에 점차 인기를 얻어가고 있다.

## 내용
- 서장(序章) - 오기와 무후와 만나서 이야기를 나눈 내용이다.

1. 도국(圖國) - 정치와 전쟁에 대한 내용이다. 치국의 원칙을 논하고 있으며 나라를 잘 다스린 뒤에 출병할 수 있음을 강조하고 전쟁의 원인과 성격, 인재 등용의 중요성에 대해 언급하고 있다.
2. 요적(料敵) - 적정 분석의 방법을 기술하였다. 즉 적의 강약과 허실을 판단하고 승리할 수 있는 계흭을 수립할 것을 주장하고 있는데, 도국편이 자기를 알기 위한 것이라면 요적편은 적을 알기 위한 것이다.
3. 치병(治兵) - 통솔의 원칙을 기술하였다. 치병은 군대를 다스림을 뜻한다. 즉, 장병의 교육, 훈련, 편성 및 장비 등을 완전히 갖추고 일사불란하게 운용하는 것이 승리의 요건임을 밝히고 있다.
4. 논장(論將) - 지도자에 대하여 기술하였다.
5. 응변(應變) - 임기응변에 대하여 기술하였다.
6. 여사(勵士) - 병사를 격려하는 방법을 기술하였다.

## 오자병법과 관련 있는 인물
- 이순신: 명량해전 직전 그가 부하들에게 남긴 말 중 "필사즉생 필생즉사(必死則生 必生則死)"[2]와 "일부당경 족구천부(一夫當逕 足懼千夫)"[3]는 본래 이순신이 지은 것이 아니고 《오자병법》에 나오는 내용을 살짝 바꾼 것이다.

## 같이 보기
- 오기
- 무경칠서
- 전국 시대
- 한나라
- 손빈병법